# Buttiglione diventa capo del servizio segreto
Buttiglione diventa capo del servizio segreto è un film del 1975 diretto da Mino Guerrini e interpretato tra gli altri da Jacques Dufilho, Gianni Cavina e Gianni Agus.

## Trama
Il gen. Rambaldo Buttiglione, rimasto ucciso nell'esplosione della sua torta di compleanno alla fine del precedente film, viene rimesso insieme dal Centro Ricerche Militari e, grazie alla sua inettitudine che lo rende assolutamente insospettabile, viene nominato capo del gruppetto destinato all'operazione di spionaggio detta in codice "Occhio di lince". Il compito è quello di individuare l'agente nemico "Dollaro"; gli aiutanti sono il sergente Mastino e il caporale De Martino nonché l'agente tedesco Von Schultz. Il gruppo porta avanti l'operazione passando da Ginevra ad Amburgo e Roma. Nonostante sfortuna, avverse circostanze e incapacità, Buttiglione e i suoi uomini individueranno Dollaro sotto le spoglie del loro superiore, il generale Latanica, ovverosia il cinese Lau-Tan-Ka. Al termine della gloriosa impresa brinderanno con champagne al cianuro.